# Avahi ramanantsoavani
Avahi ramanantsoavani is een zoogdier uit de familie van de indriachtigen (Indriidae). De wetenschappelijke naam van de soort werd voor het eerst geldig gepubliceerd door Zaramody et al. in 2006.

## Kenmerken
De bovenkant van het lichaam is grijsbruin, de onderkant grijs, de staart roodbruin. De tekening van het gezicht verschilt iets van die van de oostelijke wolmaki (A. laniger). Op de achterpoten zit een witte streep. De kop-romplengte bedraagt 240 tot 310 mm, de lengte van het onderbeen 130 tot 145 mm, de staartlengte 330 tot 400 mm, de achtervoetlengte 65 tot 77 mm, de oorlengte 13 tot 30 mm en het gewicht 875 tot 1255 g.

## Verspreiding
De soort komt voor op Madagaskar, waar hij slechts op één plaats in de zuidoostelijke provincie Fianarantsoa is gevonden, namelijk in Manombo. Deze soort is oorspronkelijk beschreven als een ondersoort van Avahi meridionalis, maar later als een aparte soort erkend wegens aantoonbare morfologische en genetische verschillen. De twee soorten zijn wel elkaars nauwste verwanten.